# The Ghosts of Versailles
Els fantasmes de Versalles és una òpera en dos actes, amb música de John Corigliano sobre llibret en anglès de William M. Hoffman. La Metropolitan Opera havia encarregat l'obra a Corigliano l'any 1980 per celebrar el seu 100 aniversari, amb l'estrena prevista per al 1983. Corigliano i Hoffman van prendre com a punt de partida de l'òpera l'obra de 1792 La mare coupable (La mare culpable) de Pierre Beaumarchais. Van trigar set anys a completar l'òpera, superat el termini inicial. L'òpera va rebre la seva estrena el 19 de desembre de 1991, al Metropolitan Opera, amb la producció dirigida per Colin Graham. L'estrena de set actuacions es va esgotar. El repartiment original incloïa Teresa Stratas, Håkan Hagegård, Renée Fleming, Graham Clark, Gino Quilico i Marilyn Horne. El Metropolitan Opera va recuperar l'òpera la temporada 1994/1995.
Corigliano considera aquesta obra una "grand opera buffa" perquè incorpora tant elements de l'estil de la gran òpera (grans números de cor, efectes especials) com la ximpleria de l'estil de l'òpera buffa. Els comentaristes han observat com l'òpera satiritza i parodia acceptava les convencions operístiques.

## Papers
| Paper             | Tipus de veu       | repartiment d'estrena, 19 de desembre de 1991 (Director: James Levine) |
| ----------------- | ------------------ | ---------------------------------------------------------------------- |
| Maria Antonieta   | soprano            | Teresa Stratas                                                         |
| Beaumarchais      | baríton            | Håkan Hagegård                                                         |
| Fígaro            | baríton            | Gino Quilico                                                           |
| Susanna           | mezzosoprano       | Judith Christin                                                        |
| comtessa Rosina   | soprano            | Renée Fleming                                                          |
| Bégearss          | tenor              | Graham Clark                                                           |
| Comte Almaviva    | tenor              | Pere Kazaras                                                           |
| Florestina        | soprano coloratura | Tracy Dahl                                                             |
| Lleó              | tenor              | Neil Rosenshein                                                        |
| Samira            | mezzosoprano       | Marilyn Horne                                                          |
| Lluís XVI         | baix               | James Courtney                                                         |
| Dona amb barret   | mezzosoprano       | Jane Shaulis                                                           |
| Cherubino         | mezzosoprano       | Stella Zambalis                                                        |
| Suleyman Pasha    | baix               | Ara Berberian                                                          |
| Josep             | baríton            | Kevin Short                                                            |
| Guillem           | rol parlat         | Wilbur Pauley                                                          |
| El Marquès        | tenor              | Richard Drews                                                          |
| Ambaixador anglès | baix               | Felip Cokorinos                                                        |

## Sinopsi
L'òpera està ambientada en una existència més enllà de la cort de Versalles de Lluís XVI. Per tal d'alegrar el fantasma de Maria Antonieta, molesta per haver estat decapitada, el fantasma del dramaturg Beaumarchais posa en escena una òpera (òbviament basada en La mare coupable, encara que descrita per Beaumarchais com una nova composició) utilitzant els personatges i situacions. de les seves dues primeres obres de Fígaro.
En aquesta nova òpera-dins-una-òpera, el comte Almaviva és a París com a ambaixador d'Espanya. Juntament amb el seu fidel criat Fígaro, intenta rescatar a Maria Antonieta de la Revolució Francesa. Quan les coses van malament, el mateix Beaumarchais entra a l'òpera i – amb la inestimable ajuda de Fígaro i la seva dona Susanna – intenta rescatar la reina.